# Опсада Солуна (617)
Опсаду Солуна извршили су 617. или 618. године Авари и Словени. Део је Византијско-аварских ратова. Завршена је неуспехом аварско-словенске војске.

## Позадина
У последњој четвртини 6. века Византијски Балкан погођен је инвазијом Авара који су се, након уништења државе Гепида и повлачења Лангобарда у Италију, учврстили у Панонској низији. Авари су имали помоћ Словена који су настањивали леву обалу Доњег Дунава. Источну границу угрожавала је Сасанидска Персија. Након пада Сирмијума и Сингидунума 582. године Балкан је остао небрањен од аварских напада које је на неколико година зауставила Маврикијева контраофанзива. Солун је у то време био најзначајнији византијски град на Балкану и други по величини град Царства. Фока је током своје владавине данком у злату одржавао мир са Аварима. То их ипак није спречило да пустоше балканске провинције. Од пустошења нису поштеђени ни западни делови Полуострва које су напади Хуна и Острогота заобилазили. Археолошке трагове словенских напада почетком 7. века представљају селишта Словена и некрополе са урнама у источном приобалном појасу Доње Мезије ка граници Мале Скитије и Дунаву као граници Дакије Рипензис. У спису о чудима Светог Димитрија забележено је да је народ Словена опустошио Тесалију са острвима, Хеладу, Кикладска острва, Ахају, Епир, па чак и Малу Азију. Године 614. пала је Салона, седиште провинције Далмације. Византијску власт на овим просторима обновиће тек цар Василије Македонац у 9. веку. Ниш и Сердика освојени су 615. године, а Солун је морао издржати две велике опсаде.

## Опсада
Група словенских племена је 615. године опсела Солун. Предводио их је Хатсон. Напад је завршен неуспехом. Словени су након овог неуспеха послали кану делегате обећавајући велики плен у случају освајања Солуна. До аварског напада на Солун дошло је 617. или 618. године. Опсада је описана у "Чудима светог Димитрија". Напад је био неочекиван. Каган је користио опсадне куле и катапулте. Ираклије, изненађен аварским нападом, због претњи Персијанаца није могао да пошаље помоћ. Међутим, због неискуства Авара у руковању опсадним справама опсада није успела. Опсадна кула се срушила на саме Аваре. Опсада је трајала 33 дана и завршена је преговорима између кагана и управника Солуна. Авари су се повукли када им је плаћен данак у злату. Словени су своје заробљенике продали Солуњанима. Солун ће деценијама, све до 676. године, остати поштеђен словенских напада.